# Philip Sutcliffe
Philip Sutcliffe Sr. est un boxeur irlandais né le 10 novembre 1959 ayant participé aux Jeux olympiques 1980 et 1984. 

## Carrière
Lors de sa première participation olympique, il tombe au premier tour face au mexicain Daniel Zaragoza, futur champion du monde. Quatre années plus tard, il perd aux points au premier tour contre le futur vainqueur du tournoi, l'Italien Maurizio Stecca. Quatre fois champion national, il a remporté deux médailles de bronze aux championnats européens en 1977 et 1979. Son fils Philip Sutcliffe Jr. est également un boxeur reconnu. Devenu entraîneur à Crumlin à Dublin, il forme de nombreux jeunes boxeurs comme Conor McGregor.